# کوه‌های حجاز
کوه‌های حجاز (عربی: جِـبَـال ٱلْـحِـجَـاز، آوانگاری: Jibāl al-Ḥijāz) رشته‌کوهی در منطقه حجاز عربستان سعودی است که در امتداد ساحل شرقی دریای سرخ در راستای شمالی- جنوبی کشیده شده و بخشی از کوه‌های سروات به‌شمار می‌رود.
کوه‌های حجاز از زیستگاه‌های پلنگ عربی است.

## جغرافیا
دامنه‌های ساحل غربی شبه‌جزیره عربستان از دو رشته‌کوه حجاز به سمت شمال و کوه‌های عسیر به سمت جنوب به همراه فاصله‌ای میان آن‌ها در نزدیکی میانه خط ساحلی شبه‌جزیره تشکیل شده‌است. ارتفاع این کوه‌ها از ۲۱۰۰ متر تا حدود ۶۰۰ متر در نزدیکی پهنه میان دو رشته‌کوه کاهش می‌یابد.
دامنه غربی این دیواره کوهستانی به صورت ناگهانی به دریای سرخ منتهی شده و دشت ساحلی کم‌عرض تهامه را پدیدآورده است. دامنه شرقی این کوه‌ها کم‌شیب است و بارش‌های گهگاه باعث تشکیل واحه‌ها در اطراف چشمه‌ها و چاه‌ها شده‌است.

## نگارخانه

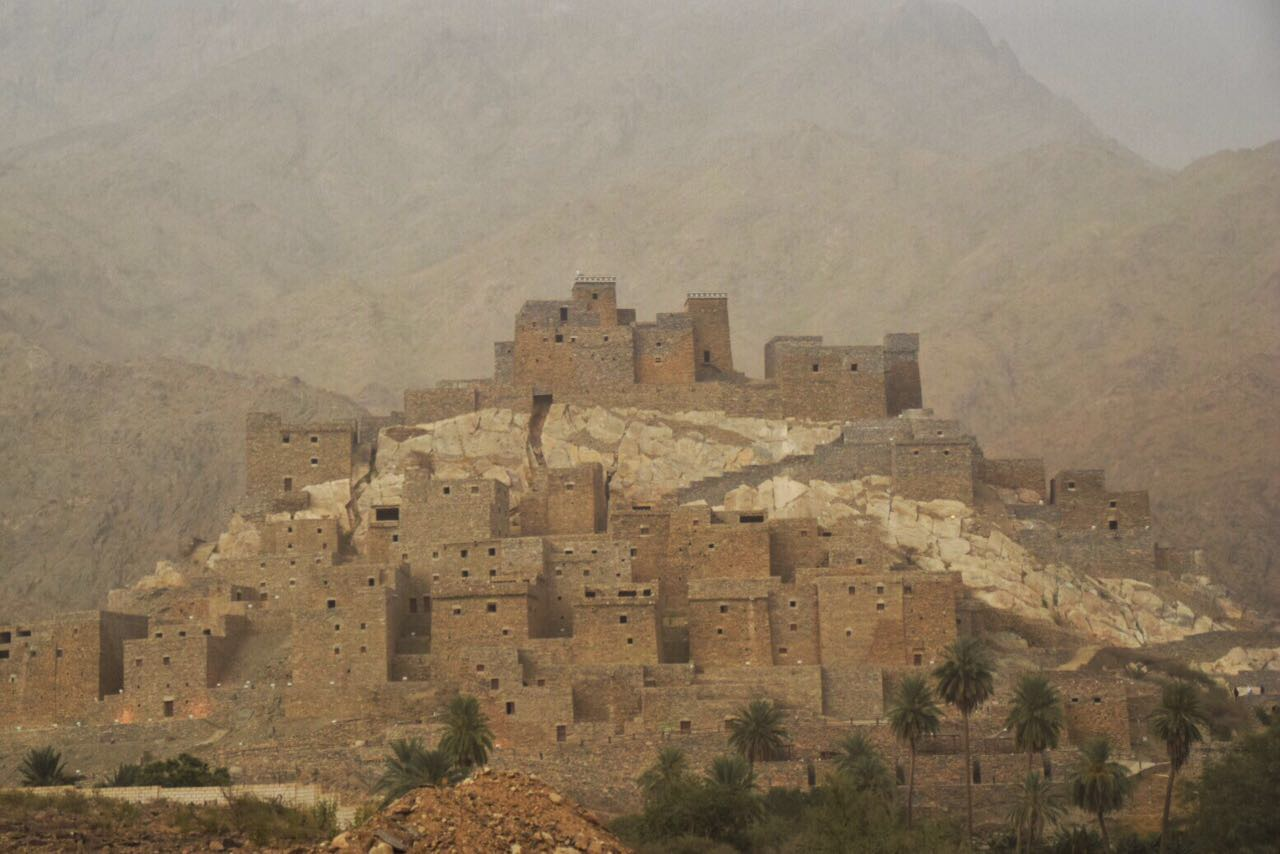
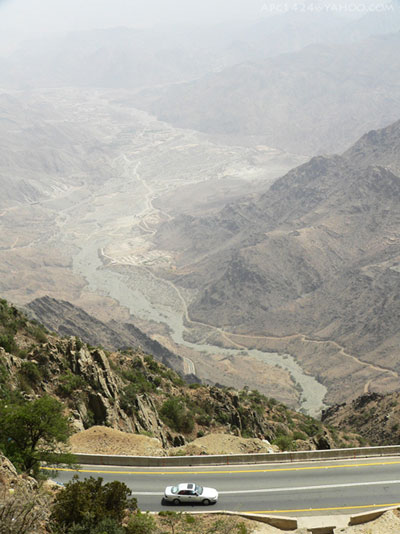
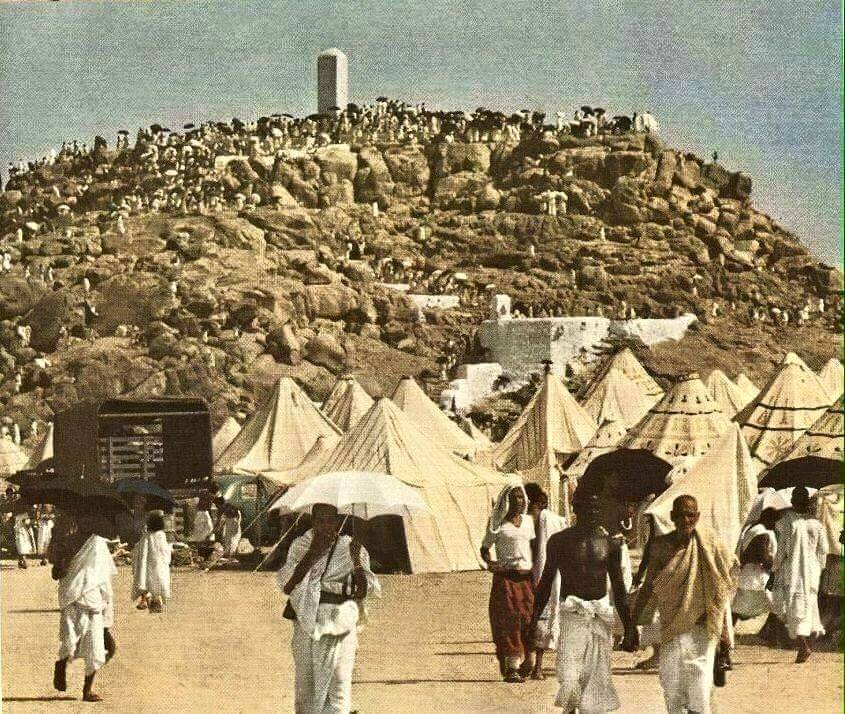
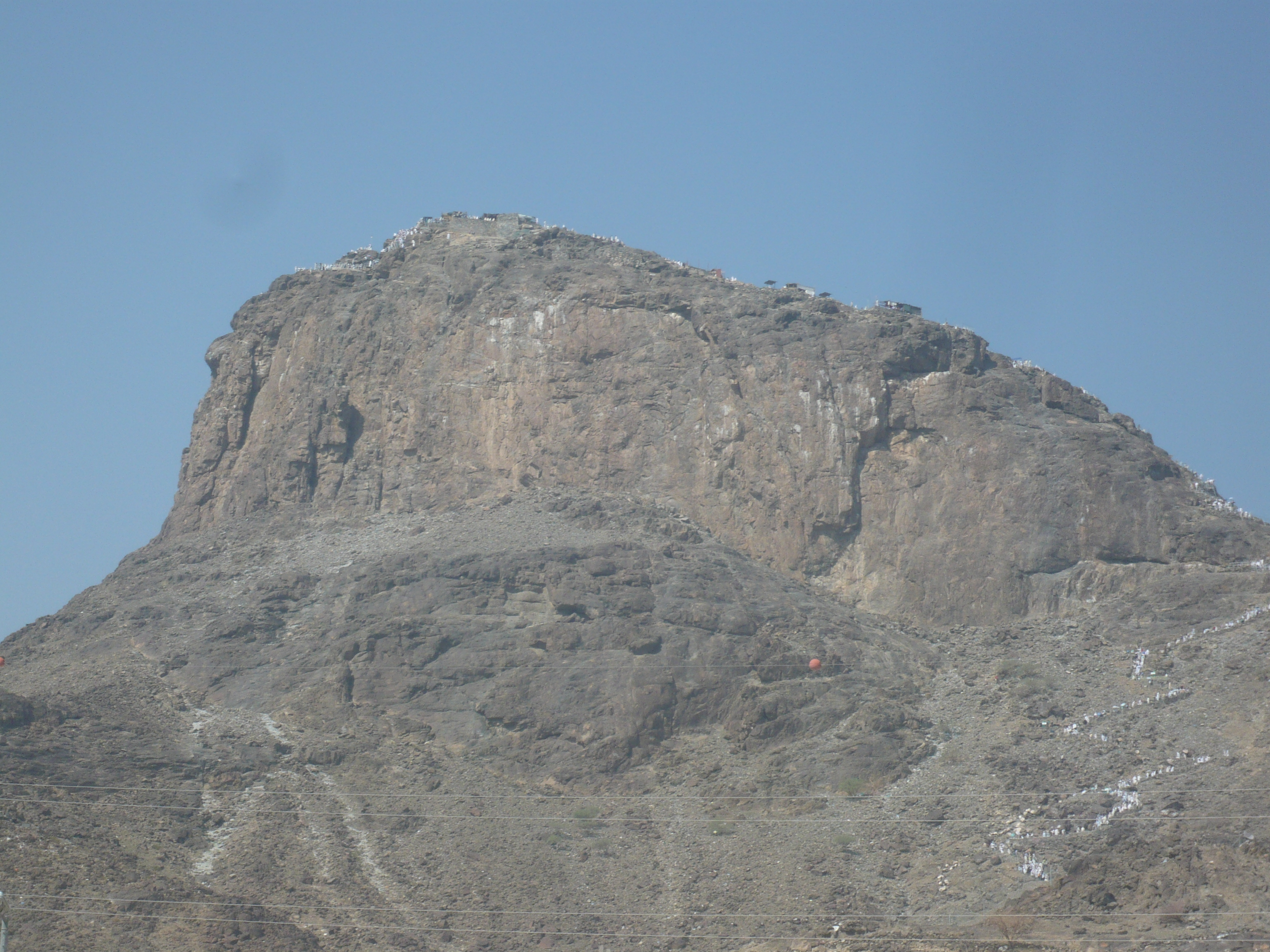
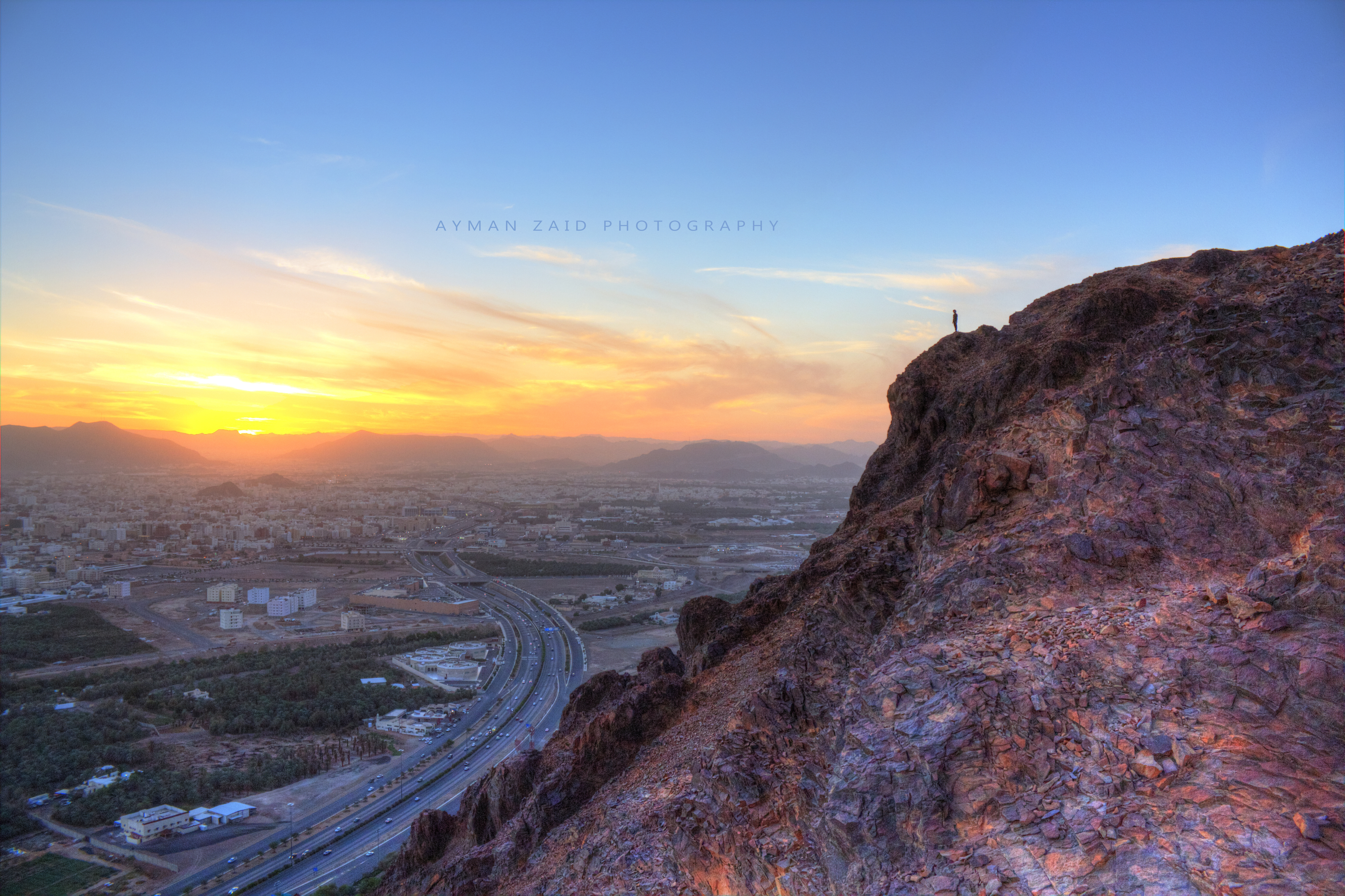
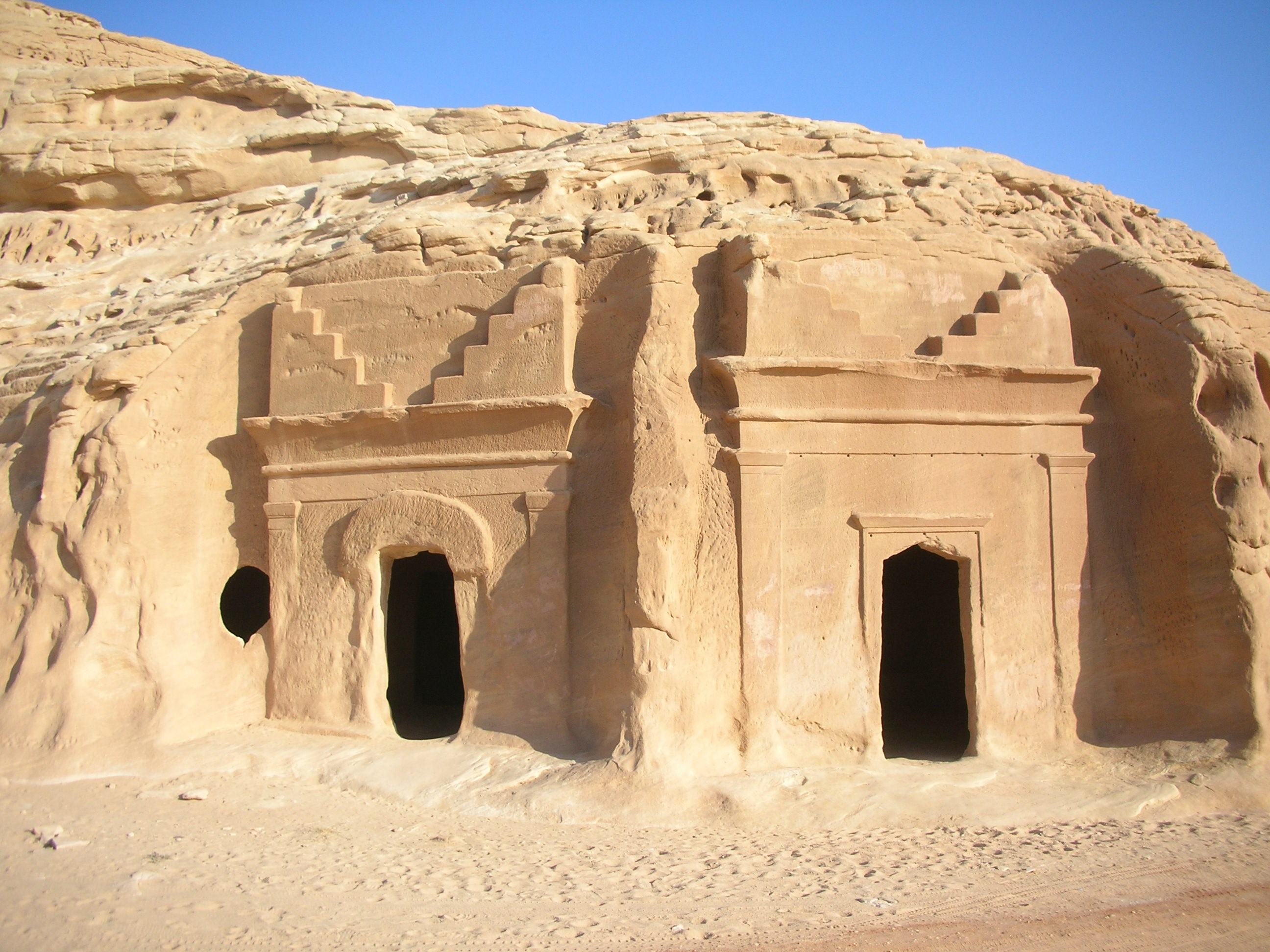